# جيسي أورتيز
جيسي أورتيز (بالإنجليزية: Jessie Ortiz)‏ هو لاعب كرة قدم أمريكي، ولد في 11 أغسطس 2000 في الولايات المتحدة. لعب مع Rio Grande Valley FC Toros ‏.

## وصلات خارجية
- جيسي أورتيز على موقع قاعدة بيانات كرة القدم.إي يو (الإنجليزية)
- جيسي أورتيز على موقع Soccerway.com (الإنجليزية)